# Хаузер, Фридрих
Фридрих Хаузер (нем. Friedrich Hauser; 1859, Штутгарт — 20 февраля 1917, Баден-Баден) — немецкий археолог.

## Биография
Фридрих Хаузер изучал классическую археологию в Страсбургском университете и вместе с Адольфом Михаэлисом получил докторскую степень за диссертацию «Неоаттические рельефы» (Die neu-attischen Reliefs), изданную в Штутгарте в 1889 году. В 1890 году Хаузер получил грант от Немецкого археологического института на поездку в Италию. Он провёл большую часть своей жизни, занимаясь исследованием античности в Риме. В 1903 году Австрийский археологический институт избрал его действительным членом. После начала Первой мировой войны, незадолго до того, как Италия в 1915 году вступила в войну, Хаузер вернулся на родину к Рождеству 1914 года. Скончался там несколько лет спустя в курортном городе Баден-Баден.
В 1904 году А. Фуртвенглер в сотрудничестве с Карлом В. Райхольдом начал работу по изданию полного корпуса древнегреческих ваз (Griechische Vasenmalerei). После смерти Фуртвенглера в 1907 году составителем и редактором издания стал Фридрих Хаузер. Полностью работа была издана в четырёх томах (1909—1917) и выдержала несколько последующих изданий. Исследования Хаузера в области античной скульптуры и вазописи демонстрировали успехи немецкой археологии XX века. Его биограф Вернер Фукс писал: «Даже там, где он ошибается, его ошибка часто более показательна, чем некоторые правильные утверждения других».